# Église Saint-Adelphe d'Albestroff
L'église Saint-Adelphe est une église catholique romaine située à Albestroff, en France.

## Description
Cette église, située dans le centre du village est de style baroque. L'édifice possède un clocher à bulbe.

## Localistion
L'église est située dans le département français de la Moselle, sur la commune d'Albestroff.

## Historique
Le buffet d'orgue date du XVIIIe siècle. L'orgue a été installé par Joseph Géant facteur d'orgues à Haute-Vigneulles en 1844. Il a été restauré en 1895 par Franz Staudt, successeur du facteur d'orgues Verschneider de Puttelange-aux-Lacs. L'orgue a été reconstruit en 1993 par le facteur d'orgues Yves Kœnig de Sarre-Union qui a conservé le buffet d'origine. L'orgue possède actuellement 27 jeux.